# Pleasantville (Nova York)
Pleasantville és una població dels Estats Units a l'estat de Nova York. Segons el cens del 2000 tenia 7.172 habitants.

## Demografia
Segons el cens del 2000, Pleasantville tenia 7.172 habitants, 2.637 habitatges, i 1.824 famílies. La densitat de població era de 1.521,5 habitants per km².
Dels 2.637 habitatges en un 35,2% hi vivien nens de menys de 18 anys, en un 58,3% hi vivien parelles casades, en un 7,8% dones solteres, i en un 30,8% no eren unitats familiars. En el 25,6% dels habitatges hi vivien persones soles el 10,3% de les quals corresponia a persones de 65 anys o més que vivien soles. El nombre mitjà de persones vivint en cada habitatge era de 2,61 i el nombre mitjà de persones que vivien en cada família era de 3,16.
Per edats la població es repartia de la següent manera: un 28,5% tenia menys de 18 anys, un 4,8% entre 18 i 24, un 29,9% entre 25 i 44, un 23,5% de 45 a 60 i un 13,3% 65 anys o més.
L'edat mediana era de 38 anys. Per cada 100 dones de 18 o més anys hi havia 91,1 homes.
La renda mediana per habitatge era de 86.632 $ i la renda mediana per família de 105.227 $. Els homes tenien una renda mediana de 62.344 $ mentre que les dones 47.978 $. La renda per capita de la població era de 41.397 $. Entorn del 2% de les famílies i el 4,4% de la població estaven per davall del llindar de pobresa.

## Poblacions més properes
El següent diagrama mostra les poblacions més properes.